# Íntimamente (álbum de Emmanuel)
Íntimamente es el título del cuarto álbum de estudio grabado por el artista mexicano Emmanuel. Fue lanzado al mercado bajo el sello discográfico RCA Víctor el 25 de junio de 1980. En esta producción discográfica, Emmanuel graba por primera vez bajo la dirección y producción musical del compositor español Manuel Alejandro, quien es coautor de todos los temas. Ana Magdalena, seudónimo de Purificación Casas, esposa del compositor, es la coautora de todas las pistas. Fue grabado en Madrid, España por el ingeniero de sonido José Antonio Álvarez Alija. Sin duda, se trata de la producción más vendida en la carrera del cantante, quien asegura haber vendido más de siete millones de copias con este material; además de que dicha producción significó el despegue definitivo de la carrera musical del intérprete.
Todos los temas de este disco fueron sencillos promocionales y temas número 1 en los sitios de popularidad. 
Gracias a esta asociación, Emmanuel alcanzaría los primeros lugares de popularidad en el mercado español. Forma parte de la lista de los 100 discos que debes tener antes del fin del mundo, publicada en 2012 por Sony Music.
En USA el álbum entró a la lista de los discos más vendidos en 1981; fue un éxito rotundo en todos los mercados de acuerdo a Billboard, Top Latin Albums.

## Lista de canciones
- Todos los temas están compuestos por Manuel Alejandro y Ana Magdalena, excepto donde se indica.

| Íntimamente... |                                  |                                  |          |  |
| N.º            | Título                           | Escritor(es)                     | Duración |  |
| 1.             | «Insoportablemente bella»        | Manuel Alejandro · Ana Magdalena | 3:40     |  |
| 2.             | «El día que puedas»              | Manuel Alejandro · Ana Magdalena | 4:06     |  |
| 3.             | «Esa triste guitarra»            | Manuel Alejandro · Ana Magdalena | 4:00     |  |
| 4.             | «Quiero dormir cansado»          | Manuel Alejandro · Ana Magdalena | 3:58     |  |
| 5.             | «Caprichosa María»               | Manuel Alejandro · Ana Magdalena | 4:07     |  |
| 6.             | «Todo se derrumbó dentro de mí»  | Manuel Alejandro · Ana Magdalena | 5:14     |  |
| 7.             | «Con olor a hierba»              | Manuel Alejandro · Ana Magdalena | 3:38     |  |
| 8.             | «Este terco corazón»             | Manuel Alejandro · Ana Magdalena | 3:43     |  |
| 9.             | «Eso era la vida»                | David Beigbeder                  | 3:53     |  |
| 10.            | «Tengo mucho que aprender de ti» | Manuel Alejandro · Ana Magdalena | 3:47     |  |
| 40:35          |                                  |                                  |          |  |

© MCMLXXX. RCA, S.A. DE C.V.

## Sencillos
| #  | Title                                                                                      |
| -- | ------------------------------------------------------------------------------------------ |
| 1. | "Todo se derrumbó dentro de mí" Lanzado: 12 de Mayo de 1980 Billboard Éxitos de México: #1 |
| 2. | "Quiero dormir cansado" Lanzado: 28 de Julio de 1980 Billboard Éxitos de México: #6        |